# Creek
Creek ali tudi Creek Muskogee ali Muskogee (Muscogee, Muscogulgee, Creek) so indijanski narod z ameriškega Jugozahoda v Alabami in Georgiji. Jezično pripadajo družini Muskogean, kateri so tudi dali svoje ime. Ime Muskogee je v zgodnjih časih označevalo več manjših plemen, iz katerih so bili sestavljeni kot narod. Bili so tudi vodilno 'pleme' zveze Creek, ki je združevala več drugih skupin, nekatere od njih sploh niso pripadale tej skupini. Danes Muskogeeji živijo v Oklahomi, Alabami in Floridi, kjer konec 20. stoletja štejejo 20.000 duš, po drugih informacijah pa še več.

## Ime
Ime muskogee je morda prišlo iz jezika Shawnee in pomeni 'močvirna dežela' (angleško swampy ground), imenovali so jih tudi Creek, po številnih potokih, ki so na ozemlju teh Indijancev. Sosednji Indijanci Biloxi so jih imenovali Sko'-ki han-ya, pleme Hitchiti pa Ochesee. Wyandoti so jih imenovali Ku-ű'sha, Cherokee pa s podobnim imenom Ani'-Gu'sa. Ti dve zadnji imeni sta prišli po njihovem 'mestu' na reki Coosa.

## Plemena
- Abihka.- To pleme je živelo v okrožjih St. Clair, Calhoun in Talladega v Alabami. Imeli so več vasi, to so: Abihka-in-the-west, v Oklahomi. To vas so zgradili po 'Poti solz'; Abihkutci, na Hatchee Creeku, okrožje Talladega, na zahodnem bregu 8 km od reke Coosa; Kan-tcati, na ali blizu Chocolocko ali Choccolocco Creeka; Kayomalgi, ta vas je bila morda naseljena z Indijanci Shawnee ali Chickasaw, bila je blizu Sylacauge v okrožju Talladega; Lun-ham-ga, lokacija te vasi je neznana; Talladega, na Talladega Creeku, istoimensko okrožje; Tcahki lako, zadnja vas Abihka, je bila na Choccolocco Creeku v okrožju Talladega ali Calhoun.
- Atasi.- Pleme Atasi iz Alabame je imelo svoje vasi na zgornjem toku reke Ocmulgee, na reki Chattahoochee, reki Tallapoosa (okrožje Tallapoosa), na južnem bregu Tallapoose v okrožju Macon in zadnjo 5. v okrožju Elmore.
- Coosa.- Indijanci Coosa so živeli v Alabami (okrožja: Randolph, Tallapoosa, Elmore, Lee) in Georgii (okrožja Troup in Heard). Skupno so imeli 31 vasi, vključno s tistimi, ki so jih zgradili v Oklahomi po deportaciji (Tulsa Canadian, Tulsa Little River). Vasi: Atcinaulga, Big Tulsa, Chatukchufaula, Chuleocwhooatlee, Holitaiga, Imukfa, Ipisagi, Kohamutkikatsa, Little Tulsa, Lutcapoga, Nafape, Okfuskee (dve z istim imenom, ena je bila ob izlivu Hillabee Creeka, druga ob izlivu Sand Creeka, obe v okrožju Tallapoosa), Okfuskutci (3 z istim imenom, dve na Tallapoosi v Alabami, ena v Georgii na reki Chattahoochee v okrožju Troup), Old Coosa, Otciapofa, Saoga-hatchee, Tallassehasee, Tcahkilako, Tcatoksofka, Tcawokela, Tculakonini, Tohtogagi, Tukabahchee Tallahassee (ta vas se je kasneje imenovala Talmutcasi,; nahajala se je na reki Tallapoosa), Tukpafka.
- Coweta.-Zgodnja lokacija Indijancev Coweta je bila na zgornjem Ocmulgeeju, šele kasneje pa na zahodnem bregu reke Chattahoochee v okrožju Russell v Alabami. Njihove vasi so bile Coweta Tallahassee (kasneje Likatcka ali Broken Arrow), zdi se, da je bila na zahodnem bregu reke Chattahoochee v okrožju Russell v Alabami. Ostale so bile Katca tĺstĺnĺgi's Town, tri brezimenska naselja in vas Wetumpka na Big Uchee Creeku, 12 milj od matičnega mesta Coweta Tallahassee.
- Eufaula.-Indijanci Eufaula so živeli ob izlivu reke Eufaula in v okrožju Tallapoosa, Alabama, prav tako v Georgii v okrožju Clay. Del Eufaula je živel tudi s floridskimi Seminolami. Njihove vasi so bile Upper Eufaula,"""Spodnja Eufaula ali Eufaula hopai, Eufaulahatchee ali Eufaula Old Town.
- Hilibi. Hilibi so naseljevali območje, kjer se stikata reki Hillabee in Bear Creek v okrožju Tallapoosa, Alabama. Imeli so 6 vasi, to so: Anetechapko, Etcuseislaiga, Kitcopataki, Lanutciabala, Little Hilibi in Oktahasasi.
- Holiwahali. Holiwahali so bili s severne obale Tallapoose v Alabami, okrožje Elmore. Ena vas je bila znana pod imenom Laplako in se je nahajala na južni obali Tallapoose v okrožju Montgomery.
- Kasihta. Najbolj znana lokacija tega plemena je bila na vzhodni obali reke Chattahoochee, v okrožju Chattahoochee v Georgiji. Imeli so deset vasi, to so: Apatai, Salenojuh, Sicharlitcha, Tallassee Town, Tuckabatchee Harjo's Town, Tuskehenehaw Chooley's Town in 4 naselja, katerih imena niso znana, nekatera so bila tudi v Alabami.
- Okchai. Okchai so iz Alabame, imeli so 7 vasi: Asilanabi, na Yellow Leaf Creeku v okrožju Shelby; Lĺlogĺlga ali Fish Pond, v okrožju Tallapoosa ali Coosa; Okchai, bili sta dve vasi s tem imenom, ena je bila na spodnji Coosi v okrožju Elmore, druga na jugovzhodu okrožja Coosa ob potoku, ki nosi njihovo ime in se izliva v Kialaga Creek. Vas Potcas hatchee je bila morda v okrožju Clay ali Coosa, na zgornjem toku Hatchet Creeka. Tcahki lako se je nahajal na reki Chattahoochee, lokacija vasi Tulsa hatchee pa ni znana.
- Pakana. Indijanci Pakana so imeli vas na Hatchet Creeku, v okrožju Coosa, imenovala se je Pakan Tallahassee. Del Pakan, ki se je naselil pri Fort Toulouseu na območju, kjer se stikata reki Coosa in Tallapoosa, se je kasneje preselil v Louisiano. Indijance Pakana najdemo kasneje celo v Teksasu.
- Tukabahchee. Tukabahchee so iz Alabame v okrožju Elmore ob reki Tallapoosa. Znana je samo ena njihova vas, Wihili, vendar lokacija ni znana.
- Wakokai. Wakokai so bili s srednjega toka Hatchet Creeka v okrožju Coosa, Alabama. Imeli so tri vasi: Sakapadai, Tukpafka in Wiogufki.

Druge manjše skupine indijancev Muskogee so bile:
- Fus-hatchee. Živeli so na severni obali Tallapoose, okrožje Elmore, morda so bili sorodni indijancem Holiwahali.
- Kan-hatki, prav tako s severne obale Tallapoose in morda sorodni Holiwahali.
- Kealedji. Morda so bili veja indijancev Tukabahchee. Del jih je prebival na reki Ocmulgee, del na Kialaga Creeku v okrožjih Elmore in Tallapoosa. Manjša veja Hatcheetcaba je živela zahodno od Kealedja, morda v okrožju Elmore.
- Kolomi. So z reke Ocmulgee, srednjega toka Chattahoocheeja in severne obale spodnje Tallapoose v okrožju Elmore. Morda so tudi sorodni Holiwahali.
- Wiwohka Indijanci so z izliva Hatchet Creeka v okrožju Coosa, Alabama in na Weoka Creeku, okrožje Elmore.

Muskogee so imeli še 55 vasi, katerih imena so znana. Nekatere od teh vasi so zagotovo nosile tudi plemenska imena, kot je: Ninnipaskulgee, to pleme je znano tudi pod imenom Road Indians. Ime Talapoosa (z enim 'l') je označevalo mesta in plemena indijancev Creek z reke Tallapoosa. Vas Talapoosa se je nahajala na mestu, kjer se stikata Coosa in Tallapoosa, in je bila oddaljena en dan potovanja od Fort Toulousea.

## Vasi
Zgornji Creek
Abihka, vas Zgornji Creek (Alabama), Abikudshi (Abihkutci), Alkehatchee, Anatichapko, Assilanapi, Atasi, Atchinaalgi, Atchinahatchi, Aucheucaula, Canjauda, Cayomulgi, Chakihlako, Chananagi, Chatoksofki, Chatukchufaula, Chiaha, Cholocco Litabixee, Conaliga, Coosahatchi, Cow Towns, Eufaula, Fusihatchi, Ghuaclahatche, Hatchichapa, Hillabi, Hlanudshiapala, Hlaphlaka, Hlahlokalka, Huhliwahli, Ikanachaka, Ikanhatki, Imukfa, Ipisogi, Istapoga, Istudshilaika, Kailaidshi, Keroff, Kitolopataki, Kohamutkikatska, Kulumi, Kusa, Littefutchi, Lutchapoga, Muklassa, New Eufaula, Ninnipaskulgees, Niuyaka, Oakfuskee, Oakfuskudshi, Okchayi, Okchayndshi, Ooeasa, Opilhlako, Oselarneby, Otituchina, Pakan Tallahassee, Pinhoti, Potchushatchi, Sakapatayi, Satapo, Saugahatchi,Sukaispoka, Taladega, Talasi, Talasihatchi, Talapoosa, Taliposehogy, Tukabatchi, Tukabatchi Tallahassee, Tukpafka, Tukhtukagi, Tuskegee, Uktaliasasi, Ullibahali, Wakokayi, Weogufka, Wetumpka, Wewoka, Woksoyudshi.
Spodnji Creek in Hitchiti
Amakalli, Apalachicola, Apatai, Chattahoochee, Chiaha, Chiahudshi, Chihlakonini, Chiskatalofa, Chukahlako, Cotohautustennuggee, Donally's Town, Ematlochee, Finhalui, Hatchichapa, Hihagee, Hlekatska, Hogologes, Hotalihuyana, Huhlitaiga, Itahasiwaki, Kaila, Kasihta, Kawaiki, Kawita, Nipky, Ocheeses, Ocmulgee, Oconee, Okitiyakni, Osotchi, Sawokli, Sawokliudshi, Secharlecha, Suolanocha, Tamali, Telmocresses, Wikaihlako.

## Zgodovina in običaji
Muskogee so po tradiciji prišli v svojo domovino z zahoda in se naselili na območju reke Chattahoochee na meji med Alabamo in Georgio ter ob rekah Coosa in Alabama. Njihova organizacija je bila po 'mestih' (v njihovem jeziku talwa, italwa; obstajala so rdeča mesta in bela mesta), bilo jih je med 50 in 80 ter okoli 20 etničnih skupin, ki so govorile različne jezike. Britanski trgovci iz novo ustanovljenega mesta Charleston v Južni Karolini so te Indijance imenovali Ochese Creeks. Izraz je bil kasneje skrajšan v Creeks. Antropološko gledano izvirajo iz Misisipijske kulture. Ko je Hernando de Soto leta 1539 prišel na ta območja v iskanju zaklada, je Misisipijska kultura naglo propadla. Vojne in bolezni so pobile 90% prebivalstva. Preživeli so se naselili na jugozahodu, to so naši Muskogee ali Creek.
Muskogee so bili sovražni do Špancev, vendar prijateljski do Angležev v zgodnjem kolonialnem obdobju. Leta 1813–1814 (Creek War) so izvedli pokol nad mnogimi belci in črnci v Fort Mimsu. Bodoči predsednik Andrew Jackson jih je nato premagal v bitki pri Horseshoe Bendu. Mirovna pogodba je bila podpisana leta 1814, Muskogee so izgubili tretjino svojega ozemlja v korist Združenih držav. Deportacije Creekov zahodno od Misisipija so se začele v 1820-ih. Glavnina jih je bila v 1830-ih s plemeni Cherokee, Chickasaw, Choctaw in delom Seminolov deportirana v Oklahomo, t.i. Trail of Tears ali 'Pot solza'. Teh 5 plemen je bilo poimenovanih z imenom 'Pet civiliziranih plemen'.
V 18. stoletju so Muskogee živeli v konfederaciji, branili so svoje meje pred vdori od zunaj. Po odhodu v Oklahomo je ta konfederacija prerasla v nacijo pod imenom Muskogee Nation.
Manjša naselja (talofa) so bila povezana z večjimi mesti, nastajala so, ko je rasla tudi populacija. Creeki so bili ustaljeno ljudstvo, živeli so v pokritih hišah, ne v tepeejih ali wigwamih. Njihovi domovi so se nahajali okoli ceremonialnih centrov (pascova), ki so vključevali tudi impresivne zemeljske piramide. Kot drugi jugovzhodni Indijanci so si tetovirali telesa.
Pri Creekih je politična struktura sestavljala poglavarja, čigar naziv je bil mico (izgovor majko), njegovega asistenta in poglavarja-govorca, ki se je imenoval Mico Apokta. To je bil model za sodobno upravo današnjih Muskogeejev.
Ekonomija Muskogeejev temelji na kmetijstvu, koruza, fižol in squash- buče so bile glavne kulture. Koruza je vsekakor glavna kultura. Koruzi so bile posvečene slovesnosti, znane kot Busk Dance ali Green Corn Dance. Ta slovesnost traja 8 dni. Prvi dan so priprave, čisti se teren in pripravlja 'črna pijača' (Black drink) iz dature. Drugi dan se pripravlja mlada koruza, z mlečnim sokom zdrobljenih mladih zrnc se mažejo po obrazu in prsih. Tretji dan so na slovesnosti prisotni samo moški. Četrti dan ženske okrašena ognjišča posvečajo žerjavicam svete ognja. Peti dan Indijanci na sveti ogenj položijo štiri velika debla in pijejo črno pijačo. Zadnji dan je vrhunec slovesnosti. V vodi se zmeša 14 vrst divjih rastlin in s tem vrač maže telesa Indijancev. To naj bi ščitilo pred boleznimi, pri Seminolih to deluje celo leto. 
Creeki so imeli 'mesta' združena v rdeča, kjer so se odvijale vojne slovesnosti, in bela (za slovesnosti miru).

## Organizacija
Klani Muskogeeja so bili organizirani v dve polovici, to sta Hathagalgi ali 'Ljudje belega' in Tcilokogalgi, 'Tujci'. Vsaka polovica je bila sestavljena iz 4 glavnih klanov, nekateri so se razvejali v več podklanov. Situacija je:
Bela polovica Hathaga
- I. Hotalgalgi, Wind (Veter)
  - a. Konalgi, Skunk (vrsta ameriškee male zveri)
- II. Itchaswillgi, Beaver (Bober)
- III. Nokosalgi, Bear (Medved)
  - a. Yahalgi, Wolf (Volk)
- IV. Fuswalgi, Bird (Ptica)

Tcilokoko (Rdeči?) so izgleda, glede na njihovo delitev mest, ljudje rdeče polovice (fratrije).
- I. Aktayatcalgi, 
  - a. Toclalgi, Fox (Lisica).
- II. Katcalgi, Panther (Panter)
  - a. Kowakatcalgi, Wildcat (Divja mačka).
- III. Ahalagalgi, Potato (Krompir). 
  - a. Halpatalgi, Alligator (Aligator).
  - b. Wotkalgi, Raccoon (Rakun).
  - c. Sopaktalgi, Toad (Žaba).
- IV. Itcoalgi, Deer (Jelen).

L. H. Morgan malo drugače črkuje imena teh klanov, to je razumljivo, razvoj jezika in nekateri drugi dejavniki so lahko privedli do manjših razlik. Morgan pa navaja 22 'rodov' Muskogee Indijancev in nekateri na zgornjem seznamu manjkajo, to so: Krtica (Tuk'-ko), Klan 'Pantera' imenuje Tiger (Kat'-chu), tigri seveda ne živijo v Severni Ameriki. Klan Oreh (O-che'), prav tako ne obstaja na zgornjem seznamu, ti so verjetno izumrli in enako bi veljalo tudi za klan Koruza (U'-che). Morgan navaja tudi 4 klane, katerih pomeni niso znani.